# British Aerospace ATP
British Aerospace ATP (ang. ATP - Advanced TurboProp) je dvomotorno turbopropelersko regionalno potniško letalo britanskega proizvajalca British Aerospace. ATP je naslednik turboproplerskega Hawker Siddeley HS 748. British Aerospace je sklepal, da obstaja velik trg za ekonomična turbopropelerska letala, z majhno porabo goriva, nizkimi stroški vzdrževanja in nizkim hrupom med obratovanjem. Ko je ATP vstopil v uporabo, je bilo na trgu že veliko podobnih turbopropelerskih letal, kot so de Havilland Canada Dash 8 in ATR 42. Skupna proizvodnja je bila samo 64 letal v obdobju 1988–1996.
Novo letalo je imelo podaljšan trup letala HS 748 od 20,42 na 26,01 metra in krilo z razponom 30,62 metra. Malo so predelali tudi nos in rep letala. 748ove motorje Rolls-Royce Dart so zamenjali kanadski Pratt & Whitney Canada PW126. Za letalo je bil zasnovan 6-kraki počasi rotirajoči propeler firme Hamilton Standard. ATP je bil po zaslugi teh propelerjev zelo tih med obratovanjem. Letalo lahko obratuje s kratkih vzletno/pristajalnih stez. Novembra 2011 je bilo v uporabi 40 letal.
ATP ima sodobno avioniko z EFISom (electronic flight instrument system).
Leta 2001 so predstavili tudi tovorno verzijo ATP Freighter, ki lahko prevaža 30% več tovor kot HS 748. 

## Tehnične specifikacije
- Posadka: 2
- Kapaciteta: 64 potnikov
- Dolžina: 26,00 m (85 ft 4 in)
- Razpon kril: 30,63 m (100 ft 6 in)
- Višina: 7,14 m (23 ft 5 in)
- Površina kril: 78,3 m² (843 ft²)
- Prazna teža: 13 595 kg (29 970 lb)
- Maks. vzletna teža: 22 930 kg (50 550 lb)
- Motorji: 2 × Pratt & Whitney Canada PW126 turboprop, 1 978 kW (2 653 KM) vsak
- Potovalna hitrost: 496 km/h (268 vozlov, 308 mph)
- Doseg: 1 825 km (985 nmi, 1 134 mi)
- Višina leta (servisna): 7 600 m  (25 000 ft)